# 伊德萊斯
23°49′13″N 5°56′11″E / 23.82028°N 5.93639°E

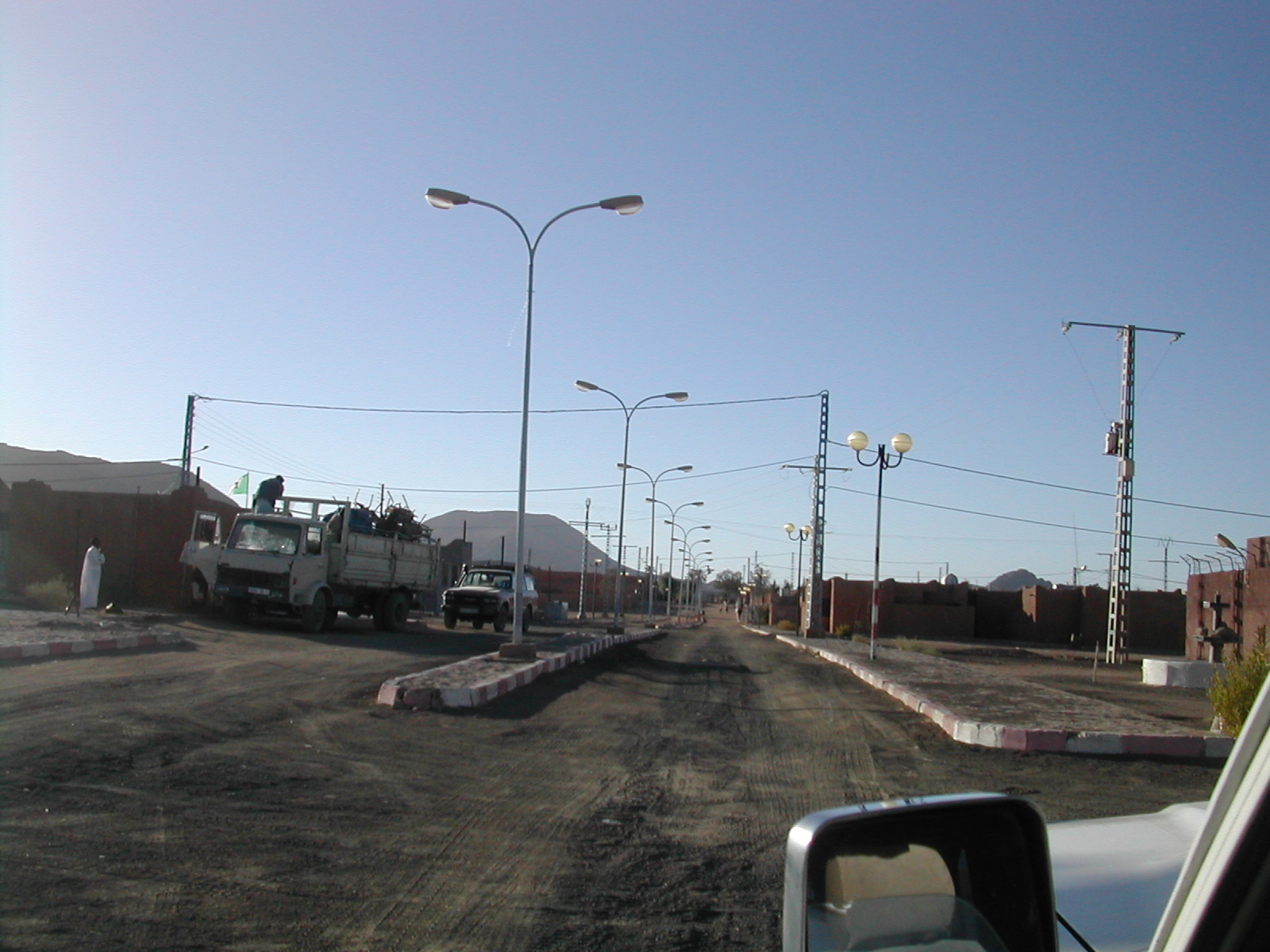

伊德萊斯（阿拉伯语：‎），是阿爾及利亞的城鎮，位於該國東南部塔曼拉塞特省，由塔宰魯克區負責管轄，面積54,125平方公里，海拔高度1,399米，2008年人口4,945，人口密度每平方公里0.1人。